# Željko Šturanović

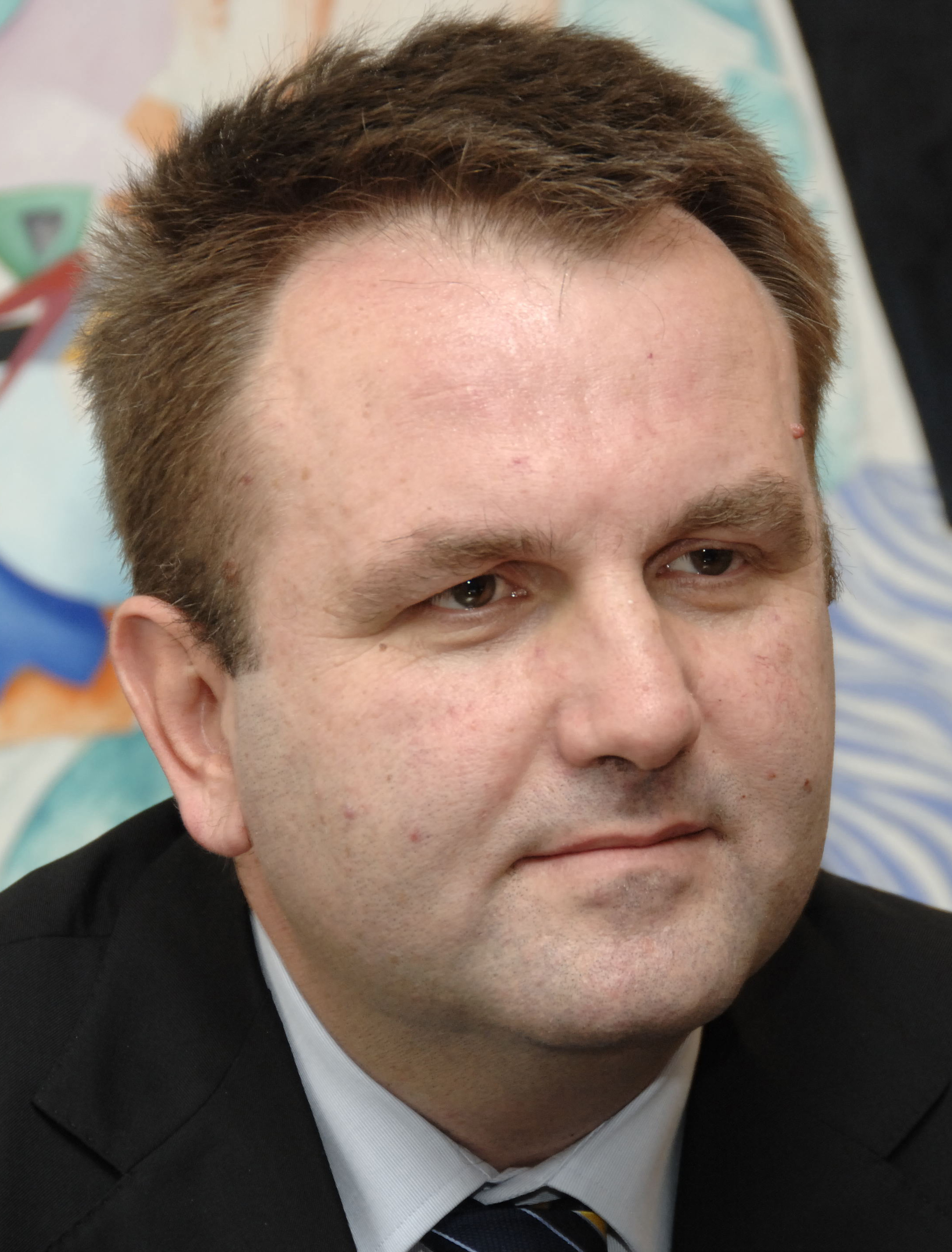
Željko Šturanović, 2007

Željko Šturanović (* 31. Januar 1960 in Nikšić; † 30. Juni 2014 in Villejuif, Frankreich) war ein montenegrinischer Politiker. Vom 10. November 2006 bis zum 5. Februar 2008 war er Premierminister der Republik Montenegro.
Šturanović schloss 1983 sein Jurastudium an der Universität Titograd ab. Er war dann beim Unternehmen Željezara in Nikšić in der Rechtsabteilung tätig. Von 1993 bis 2001 war er Abgeordneter in der Bürgerkammer des Parlamentes der Bundesrepublik Jugoslawien für die Demokratische Partei der Sozialisten. Im April 2001 wurde er als Abgeordneter der Demokratischen Partei der Sozialisten in das Parlament Montenegros gewählt. Am 2. Juli 2001 wurde Šturanović Justizminister Montenegros.
Željko Šturanović war Mitglied des Präsidiums der Demokratischen Partei der Sozialisten und Leiter der Kaderkommission. Er wurde auf der Präsidiumssitzung seiner Partei am 4. Oktober 2006 als Nachfolger des nicht mehr kandidierenden Ministerpräsidenten Milo Đukanović vorgeschlagen. Šturanović galt als Kompromisskandidat und genoss auch bei der Opposition ein gewisses Ansehen. Seine Frau ist mit dem ehemaligen Unionspräsidenten Svetozar Marović verwandt. Anfang 2007 wurde bekannt, dass Željko Šturanović einen Tumor in der Lunge hat und daher gesundheitlich angeschlagen ist. Er nahm jedoch seine Amtspflichten zunächst weiterhin wahr. Am 5. Februar 2008 erklärte er jedoch seinen Rücktritt. Er erklärte dies damit, dass die Therapiemaßnahmen, denen er sich unterziehen muss, ihm einen weiteren Verbleib im Amt nicht erlauben.